# Al Polo Australe in velocipede
Al Polo Australe in velocipede è un romanzo di Emilio Salgari, pubblicato da Paravia nel 1895, ma probabilmente scritto in precedenza, quando l'autore viveva a Verona. In esso Salgari, che negli anni ottanta dell'Ottocento era stato presidente del Circolo Velocipedistico, può manifestare la sua passione per la bicicletta. È uno dei libri in cui oltre all'avventura, Salgari spazia anche nel genere fantascientifico tipico di Jules Verne, e di cui l'autore veronese è uno dei precursori in Italia. L'edizione originale era corredata dai disegni di Giuseppe Garibaldi Bruno e una carta geografica del viaggio disegnata da Domenico Locchi.

## Trama
La storia comincia a Baltimora, il 26 ottobre 1892. Alla locale sezione della Società Geografica Americana si discute del naufragio di una nave per esplorazioni, l'Eira. Tra due membri, lo statunitense Wilkye, appassionato di velocipedi, e l'armatore inglese Linderman, nasce una disputa sul modo migliore per raggiungere il Polo Sud: il primo sostiene che lo si può fare solo in bicicletta, in quanto conta di percorrere le ultime 600 miglia che lo separano dal polo in 6-8 giorni, riducendo quindi drasticamente le necessità di vettovagliamento, mentre per il secondo è indispensabile una nave per avvicinarsi maggiormente, infilandosi in qualche passaggio aperto tra i ghiacci, e proseguire eventualmente a piedi. I due decidono così di organizzare due diverse spedizioni, in una sfida tra Stati Uniti d'America e Regno Unito. I due equipaggi (ai quali si aggiunge un certo Bisby, commerciante di carni salate desideroso di giungere al Polo per ingrassare e diventare così presidente della Società degli Uomini Grassi di Chicago) salpano con la stessa nave, la Stella Polare. La navigazione si conclude malgrado alcuni inconvenienti, tra cui un'avventura che occorre a Bisby, il quale cade in mare e deve disputare un'accanita lotta contro un albatros prima di essere recuperato dai suoi compagni di viaggio.

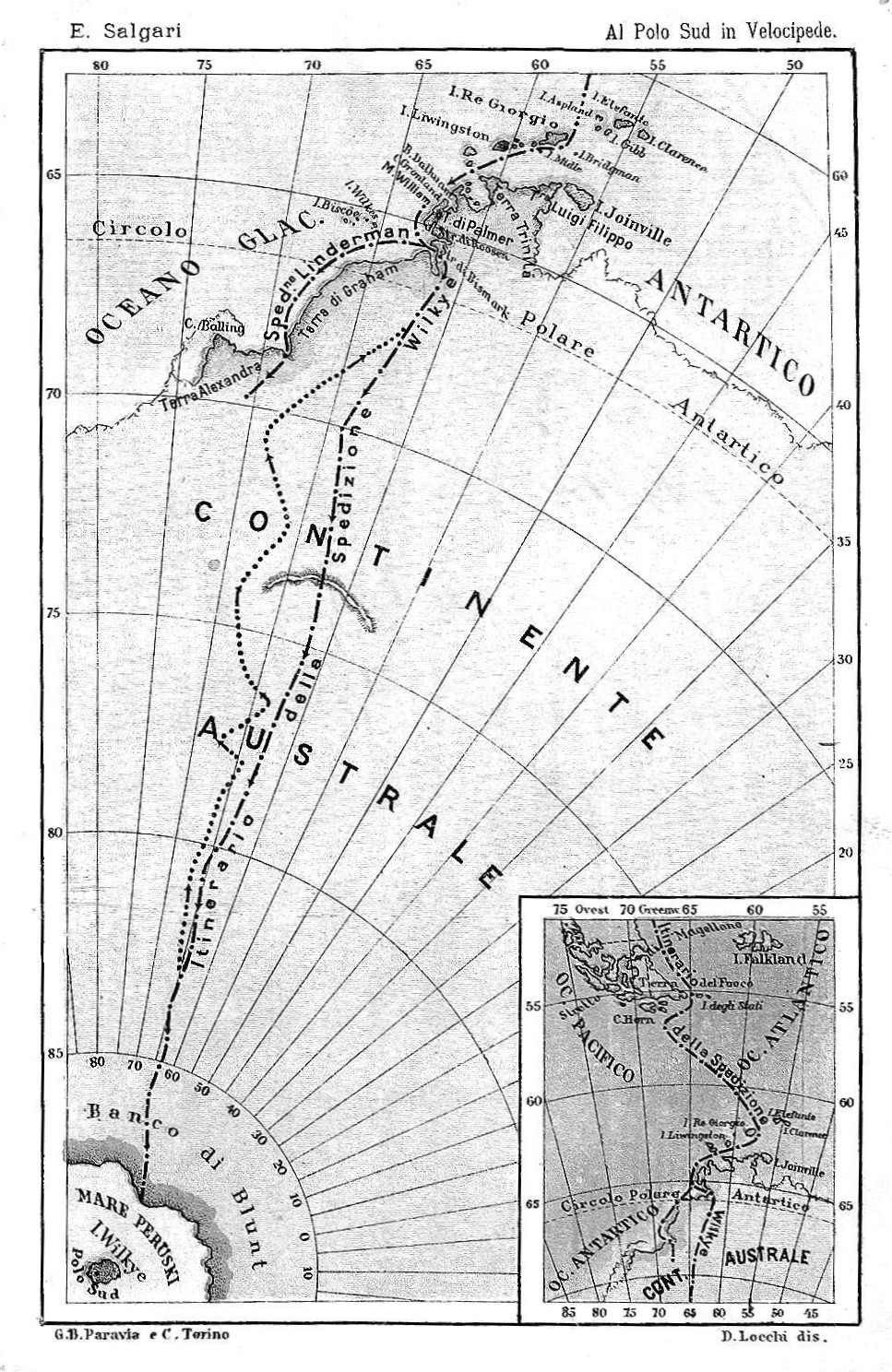
Il percorso delle spedizioni di Wilkye e di Linderman, disegnato dal cartografo Domenico Locchi

Una volta giunti alla Terra di Graham, la Stella Polare sbarca l'equipaggio di Wilkye, compreso Bisby, e riparte per cercare un passaggio per giungere nei pressi del Polo. Una volta sistemato una sorta di campo-base, Wilkye parte assieme ai due valenti velocipedisti Ugo Peruschi e John Blunt alla volta del Polo usando un'apposita macchina composta di tre velocipedi uniti spinti da un motore a petrolio; in caso di necessità (avaria o esaurimento delle scorte di carburante), le tre biciclette possono essere separate permettendo così ai tre avventurieri di continuare il viaggio. Il percorso si rivela più difficoltoso del previsto e a tre quarti di strada la comitiva esaurisce la scorta di petrolio, venendo così costretta a proseguire con la forza delle proprie gambe, a scapito del tempo necessario alla spedizione, che rischia così di farsi sorprendere dall'arrivo dell'inverno con i suoi freddi.
I tre giungono felicemente al Polo e vi piantano la bandiera dell'Unione Americana, ma sono costretti a ripartire poco dopo per l'imminente arrivo della stagione fredda. Durante il percorso di ritorno, avviene un ulteriore imprevisto: il campo di ghiaccio su cui si trovano Wilkye e i suoi compagni si è staccato dalla costa ed è arretrato verso sud, pertanto essi  hanno percorso molta meno strada di quanto credessero. Sorpresi dall'inverno, i tre si ritrovano in una situazione disperata, ancora molto lontani dal campo-base, con Peruschi ammalato di scorbuto, a corto di viveri e senza sapere se i loro compagni li attendevano ancora o se credendoli morti erano salpati per cercare rifugio in zone meno inospitali.
Con grande forza d'animo, i protagonisti decidono comunque di dar fondo a ogni loro energia per proseguire il tragitto verso la Terra di Graham. Durante il percorso però s'imbattono dapprima in alcune tombe di molto recente fattura, che scoprono appartenere al capitano della Stella Polare ed altri marinai della nave, e successivamente nella spedizione di Linderman, che, non avendo trovato un passaggio tra i ghiacci ed essendo la nave stata distrutta da un iceberg, aveva cercato di proseguire la strada fino al Polo a piedi; una volta constatata l'impossibilità di raggiungerlo, all'arrivo dell'inverno il gruppo aveva ripiegato verso la costa, ma avendo esaurito i viveri, la sua situazione era subito precipitata verso il peggio. Linderman oltretutto aveva anche perso la ragione per la disperazione di non aver raggiunto il tanto agognato Polo Sud.
Riunite le due spedizioni e facendosi coraggio l'un l'altro, Wilkye conduce i suoi uomini verso il Nord. Strada facendo, il gruppo si imbatte in Bisby mezzo assiderato, il quale era stato abbandonato dai marinai del campo-base perché stava consumando troppo in fretta le rimanenti scorte di viveri. I marinai si erano poi imbarcati su una scialuppa, facendo temere al gruppo di essere stato abbandonato per sempre sulle terre antartiche. In realtà i marinai, preoccupati dal ritardo di Wilkye e dei suoi due compagni, erano andati in cerca di aiuto, e trovata una baleniera degli Stati Uniti lungo la rotta, avevano facilmente convinto il suo capitano ad organizzare una spedizione di soccorso giunta al punto giusto, perché il gruppo di Wilkye era allo stremo delle forze.
Ricondotti in patria, Wilkye, Bisby e gli altri sono accolti come eroi. Wilkye va poi avanti a organizzare nuove spedizioni ai Poli; Bisby, essendo dimagrito per le privazioni subite in Antartide, viene espulso dalla Società degli Uomini Grassi, ma diventa un membro fisso della Società Geografica; mentre Linderman, completamente ammattito, viene rinchiuso in una casa di cura.

## Personaggi
Il libro si caratterizza per la presenza di pochi personaggi, soprattutto in relazione alla maggior parte degli altri libri di Salgari. Uno dei motivi è che a fronte dei protagonisti della vicenda, l'unico vero antagonista non è una persona umana, bensì l'Antartide (o il Polo Sud), con i suoi freddi, i suoi pericoli e le sue terre inospitali. Come un vero e proprio antagonista, l'Antartide "fa" di tutto per mettere in difficoltà Wilkye ed i suoi compagni, arrivando quasi a sopraffarli; ma questi, facendo leva sul proprio coraggio e sulla forza di volontà, riescono alla fine ad avere la meglio.

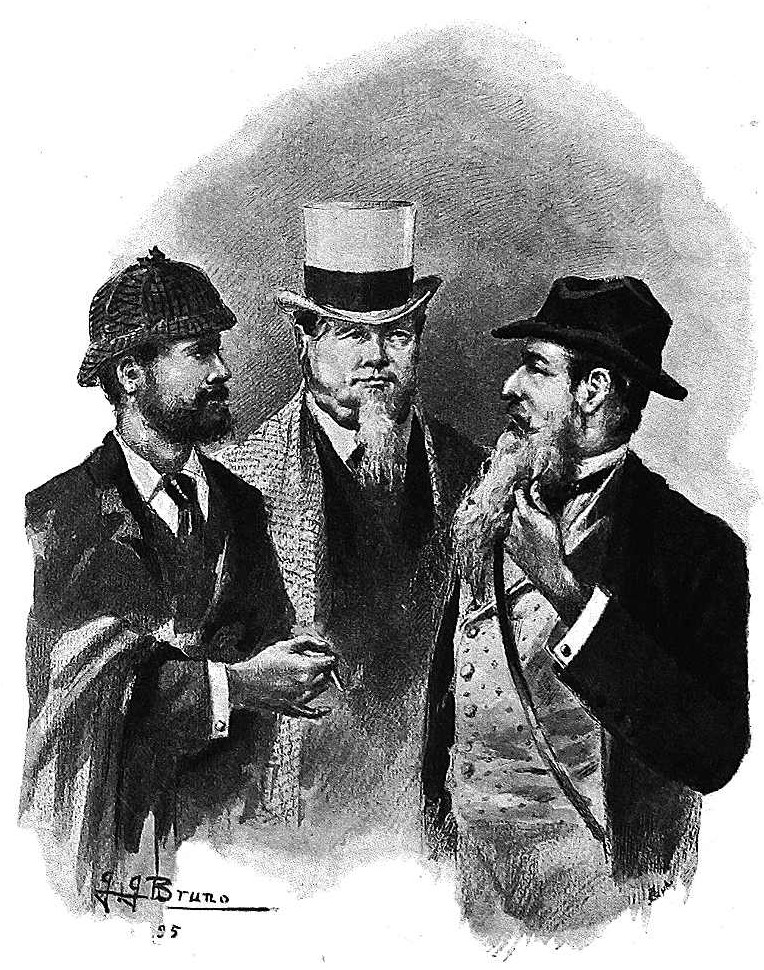
Illustrazione di Giuseppe Garibaldi Bruno: "Linderman, Bisby e Wilkye."

- Wilkye: è il vero protagonista del libro. Trentaduenne, figlio di un ricco costruttore di velocipedi, aveva già preso parte a diverse spedizioni in Groenlandia, ed era anche uno dei più forti velocipedisti al mondo. Sua è l'idea vincente per raggiungere il Polo Sud ed è lui a guidare la spedizione. Salgari lo descrive (così come per Linderman), come un uomo "di statura atletica, con membra poderose, muscoli di ferro, abituato ai più duri esercizi del corpo". Ha "capelli e barba neri e la pelle bruna, che tradivano un incrocio di razze nordiche con le meridionali". Risoluto, audace e determinato strenuamente a portare a termine la sua impresa, è però anche molto generoso e si preoccupa costantemente della salute dei suoi compagni di viaggio, con i quali prende ogni decisione di mutuo accordo. Inoltre, dà prova delle sue ampie conoscenze scientifiche rispondendo puntualmente alle numerose domande che gli pongono prima Bisby e poi i due velocipedisti riguardo all'Antartide ed in generale alle questioni di geologia e biologia.
- Linderman: descritto con "i capelli e la barba rossa e la pelle rosea come un anglosassone", il rivale di Wilkye si dimostra sin dalle prime pagine una persona dal temperamento focoso e per nulla flemmatico, a differenza del tipico gentleman inglese. La sua sete di gloria lo porterà dapprima a causare la rovina del suo equipaggio, e in seguito alla pazzia per non aver saputo accettare l'idea di aver fallito.
- Bisby: "un pezzo d'uomo, grasso come un bove, con una folta barba rossa tagliata a becco, [...] un faccione rossastro che somigliava a quello della luna veduta all'orizzonte dopo un tramonto infuocato d'estate, e con certe braccia e certe gambe che sembravano colonne". Negoziante di carni salate e membro della Società degli Uomini Grassi di Chicago, è un uomo di scarsa cultura ma dalla grande curiosità e da uno spiccato senso pratico tipico degli americani. Col suo carattere bonario e con le sue buffe disavventure, porta allegria e serenità sulla Stella Polare altrimenti caratterizzata dal clima di freddezza tra i due contendenti; con le sue continue domande a Wilkye dà modo all'autore di spiegare varie questioni scientifiche ai suoi lettori.
- William Bak: è il capitano della Stella Polare. Rappresenta l'uomo di mare esperto e ligio al proprio dovere. Con la "morte" della Stella Polare, diventa quasi necessario che muoia anche il suo capitano, come appunto avviene. Non è impossibile scorgere in Bak la figura di Salgari stesso, il quale si fregiava del titolo di capitano, pur non avendolo mai conseguito.
- Ugo Peruschi: uno dei due velocipedisti che raggiungono il Polo. Salgari ha voluto patriotticamente far partecipare un italo-americano ad una spedizione tanto importante. In particolare è lui il velocipedista più valente e coraggioso. Ci viene presentato come un giovanotto di 24-25 anni, "alto, magro, tutto muscoli, colla pelle abbronzata, i lineamenti arditi". Il nome è una variazione di quello di Ugo Peruzzi, cognato dell'autore e ciclista di fine Ottocento.
- John Blunt: l'altro velocipedista, di origine americana. "Di statura bassa con spalle larghe, petto ampio, braccia e gambe grosse, ma nervose, che dinotavano una forza poco comune ed una resistenza straordinaria". È caratterizzato anche da un naturale altruismo, come dimostra quando Peruschi è in difficoltà e non può proseguire il viaggio con le proprie gambe: per non abbandonare il compagno propone di costruire una lettiga da spingere a piedi, smontando una delle biciclette per unire le altre due.
- Waldek: timoniere della Stella Polare.
- Johnson: uno dei superstiti del disastro della Stella Polare, è lui a raccontare a Wilkye ciò che era occorso alla spedizione di Linderman.
- Capitano Kramer: il capitano della baleniera che salva la spedizione di Wilkye.[5]

## Temi

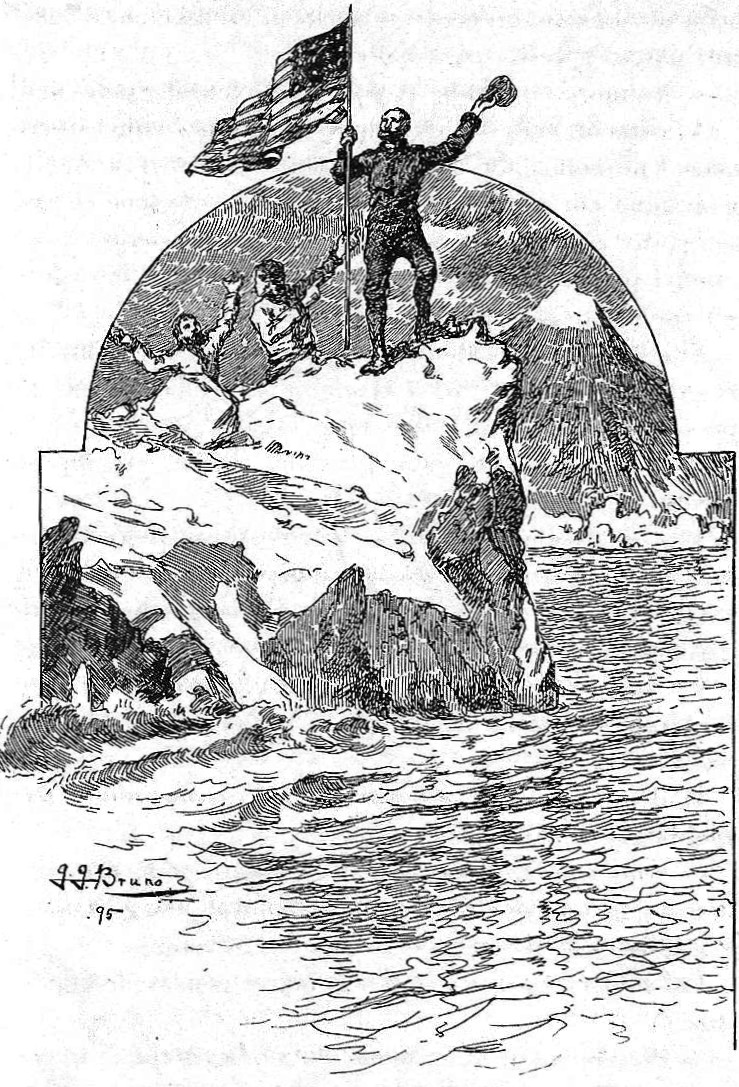
Illustrazione di Giuseppe Garibaldi Bruno: "Prendo possesso, in nome della mia patria, di questa regione"

Un primo tema, forse il più evidente del libro, è quello delle spedizioni polari di scoperta, allora all'apice del loro interesse (il Polo Nord verrà poi raggiunto nel 1909 da Peary; due anni dopo il Polo Sud da Roald Amundsen). Oltre a Salgari, altri scrittori come Jules Verne avevano ambientato libri nelle zone polari (ad esempio Le avventure del capitano Hatteras). Non essendo mai stati raggiunti i due Poli, all'epoca ancora non se ne conosceva la geografia, e numerosi scienziati ed esploratori ritenevano che al di là di una certa latitudine, nei pressi dei Poli si trovasse il cosiddetto "mare libero", o "mare aperto". Essendo questa un'ipotesi molto suggestiva, è senz'indugi abbracciata da scrittori fantasiosi come Salgari e Verne, e difatti nel capitolo XXI, quando i tre protagonisti raggiungono il Polo sud, vi trovano un grande mare, abitato da numerose specie animali.
Altro tema è quello della sfida, in questo caso tra Stati Uniti e Regno Unito, per la lotta nella superiorità scientifica e tecnologica. La vittoria è assegnata da Salgari agli USA, che in effetti cominciavano ad apparire all'epoca come la nazione più tecnologicamente avanzata del mondo.
Anche in questo libro, come in molti altri, Salgari dà prova del suo patriottismo; non solo inserendo nella spedizione che scopre il Polo sud un italiano naturalizzato statunitense, ma anche con vari riferimenti nel corso della narrazione, come quando Wilkye, ironizzando sui fallimenti degli esploratori inglesi, afferma "Ci voleva un italiano, un Cristoforo Colombo, per far sapere ai vostri navigatori che esisteva un altro continente!"
Le domande poste da Bisby e dai due velocipedisti a Wilkye hanno scopo didattico: Salgari coglie l'occasione per spiegare fenomeni naturali e diffondere le conoscenze scientifiche presso il pubblico dei suoi lettori (oltre che per fare sfoggio della sua erudizione). Lo stesso Bisby, che di scienza non conosceva nulla, all'ennesima stupefacente risposta di Wilkye esclama "Ah! Come è bella la scienza!... Ed io che la credevo inventata per fare ammattire le persone!..."
Il prototipo descritto dall'autore e costituito dalle tre biciclette è probabilmente ispirato al veicolo di Enrico Bernardi, che Salgari doveva aver visto quando risiedeva a Verona, con gomme leggermente dentellate "onde evitare sdrucciolamenti".
Il libro è naturalmente caratterizzato da una prevalenza di ambienti esterni su quelli interni (come per la maggior parte della produzione salgariana): l'azione si svolge soprattutto sul ponte della Stella Polare e sulla terra antartica, mentre si svolgono negli interni solo alcune scene (nella Società Geografica di Baltimora, sotto coperta della Stella Polare e all'interno della capanna al campo-base nella Terra di Graham).

## Incongruenze salgariane
Anche in questo libro compaiono alcune incongruenze tipiche dell'opera di Salgari e che derivavano dalla fretta con cui doveva terminare i propri romanzi per onorare i vari contratti, senza quindi avere il tempo di ricontrollare con la necessaria calma ed attenzione i suoi libri.

Nel capitolo VIII, quando Bisby cade in mare e uccide l'albatros, si dice che prima di essere ritrovato dalla Stella Polare passa mezz'ora immerso nell'acqua, mentre poco più avanti, nel capitolo IX, Wilkye dice a Bisby "vi credevamo nella vostra cabina e ci accorgemmo [che mancavate] solo due ore dopo". Nel capitolo XVII, inoltre, viene fornita una descrizione di una specie di uccelli chiamati da Salgari "Ænops Aura", che erano già stati descritti nello stesso modo nel capitolo XII. Poche linee dopo, Blunt chiede a Wilkye perché gli oggetti metallici siano sconsigliati nelle zone polari (il freddo li fa attaccare alla pelle, causando delle dolorose bruciature), ma sembra poco credibile che un uomo che parte per una spedizione tanto importante e pericolosa al Polo non sappia una cosa così banale, così come che Wilkye non gliel'abbia già spiegato prima della partenza.

## Edizioni
- Emilio Salgari, Al Polo Australe in velocipede, Paravia, 1896,  pp. 264, illustrato da Giuseppe Garibaldi Bruno.
- Emilio Salgari, Al Polo Australe in velocipede, Paravia, 1905,  pp. 265, illustrato da Giuseppe Garibaldi Bruno.
- Emilio Salgari, Al Polo Australe in velocipede, Sonzogno, 1928,  pp. in più fascicoli.
- Emilio Salgari, Al Polo Australe in velocipede, Sonzogno, 1940,  pp. 206, con tavole di Adriano Minardi.
- Emilio Salgari, Al Polo Australe in velocipede, Carroccio, 1947,  p. 62.
- Emilio Salgari, Al Polo Australe, Carroccio, 1960,  p. 170.
- Emilio Salgari, Al Polo Australe, Nord-Ovest, Fabbri, 1961,  pp. 165, illustrato da Golpe.
- Emilio Salgari, Al Polo Australe in velocipede, I grandi dell'avventura, Fabbri, 1970,  p. 154.
- Emilio Salgari, Al Polo Australe in velocipede, Emilio Salgari - L'opera completa, Fabbri, 2002,  pp. 148, illustrato da Giuseppe Garibaldi Bruno.
- Emilio Salgari, Al Polo Australe in velocipede, Oscar Classici, Mondadori, 2002,  pp. 214, illustrato da Giuseppe Garibaldi Bruno.
- Emilio Salgari, Al Polo Australe in velocipede, La corsa di Atalanta, Limina, 2005,  pp. 309, illustrato da Giuseppe Garibaldi Bruno.